# Kefalos

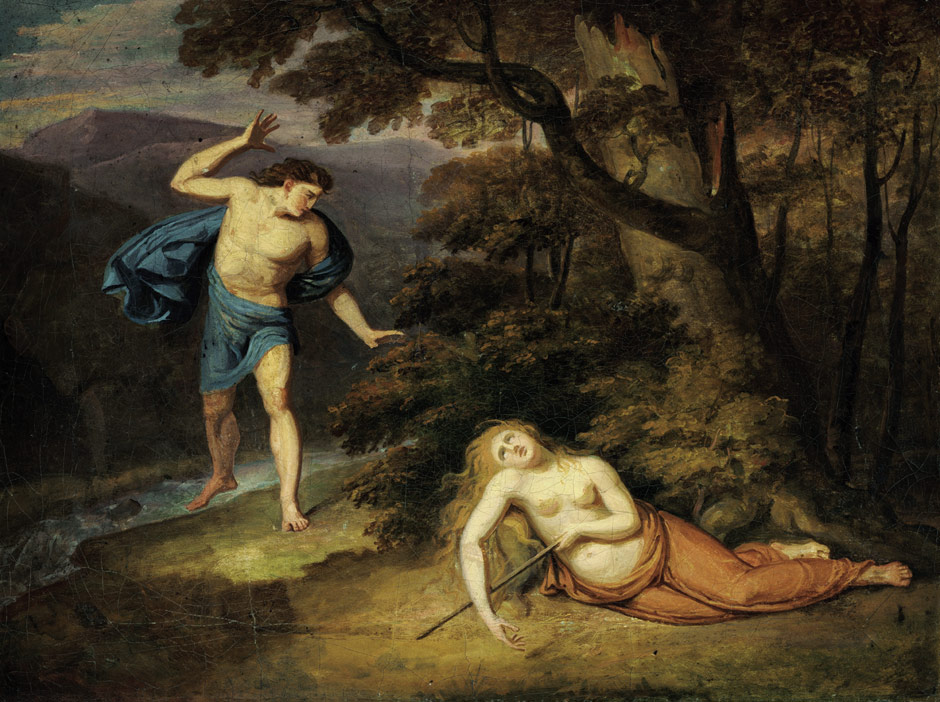
Kefalos och Prokris. Målning av Alexander Macco cirka 1793.

Kefalos var i grekisk mytologi en attisk hero. Han var son till Hermes och hade av Eos fått förmågan att byta gestalt.
Kefalos gifte sig med Erechtheus dotter Prokris, vilken han senare avslöjade med otrohet och försköt. Åter försonad med Prokris dödade Kefalos henne av våda under en jakt.